# Paruroconger
Paruroconger was een geslacht van straalvinnige vissen uit de familie van zeepalingen (Congridae).